# Theodor Sternberg (Rechtswissenschaftler)
Theodor Hermann Sternberg (5. Januar 1878 in Berlin – 18. April 1950 in Tokio) war ein deutscher Rechtsphilosoph.

## Leben
Theodor Sternberg unterrichtete hauptsächlich an japanischen Universitäten. Er war Lehrer an der Universität Tokio von 1913 bis 1918, wie auch an der Meiji-Universität. Er galt neben etwa Hermann Kantorowicz als ein wesentlicher Vertreter der Freirechtslehre.
Sternberg war zudem langjähriger Auslandskorrespondent des Berliner Tageblatts, bis er bei der Machtergreifung der Nationalsozialisten, aufgrund seiner jüdischen Herkunft, seine Stelle verlor.  Sternberg war Mitglied der Evangelischen Kirchengemeinde der Kreuzkirche in Tokio. Sein 1903 in Berlin geborener Sohn Robert, 1933 aus dem Referendardienst entlassen, 1936 in Lausanne zum Dr. jur. promoviert, emigrierte 1937 nach Japan, wo er jedoch schon im April 1938 nach einer Magenoperation starb.

## Veröffentlichungen
- Allgemeine Rechtslehre, Bd. 1: Die Methode, Bd. 2: Das System, 1904
- Einführung in die Rechtswissenschaft, 1912
- Der Begriff der Philosophie, 1933